# Mesodesma deauratum
Mesodesma deauratum är en musselart som först beskrevs av Turton 1822.  Mesodesma deauratum ingår i släktet Mesodesma och familjen Mesodesmatidae. Inga underarter finns listade i Catalogue of Life.